# 野濑清喜
野濑清喜（日语：／ Nose Seiki，1952年8月10日—），日本男子柔道运动员。他曾代表日本参加1984年夏季奥林匹克运动会柔道比赛，获得一枚铜牌。他也曾在1981年世界柔道锦标赛上获得银牌。